# Французские шашки

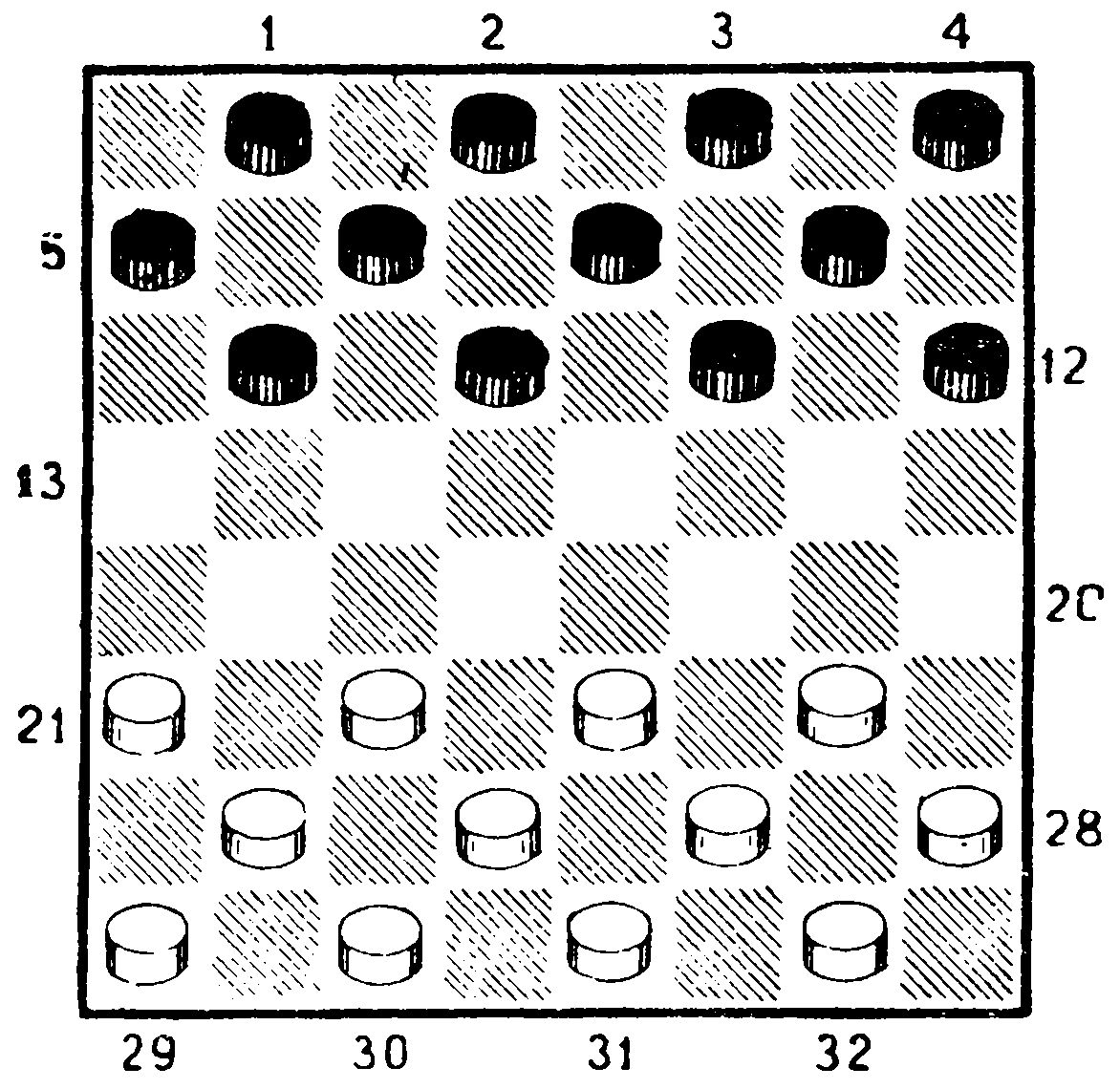
Начальная позиция во французских шашках

Французские (старофранцузские) шашки — одна из древнейших европейских шашечных систем. Преемник средневековых игр фарисии (форсэ, дамы). Распространилась в соседних государствах, что способствовало созданию национальных систем шашек, мало отличимых по правилам от французских (например, английские шашки). 
С распространением во Франции новой игры — на стоклеточной доске, распространение старой игры сильно снизилось. Новая игра переняла правило большинства, расстановку шашек на белых полях. Отсюда другое название — старофранцузские шашки.

## Инвентарь
- Игровое поле 8 х 8 клеток
- 24 шашки

## Правила
Простая шашка ходит на одну клетку по диагонали. Ударный ход только вперёд. Дамка также ходит на одну клетку (в Русских шашках дамка дальнобойней). Но у дамки ударный ход мог быть и вперёд, и назад. 
Первоначально выбор взятия был добровольным, вне зависимости от качества и количества шашек. 
Позднее, в 1653 г., было введено «Правило большинства» ─ большее число шашек, которое обязан побить игрок, когда при его ходе у него есть несколько разных взятий.